# Atilla Şereftuğ
Atilla Şereftuğ (* 16. November 1950 in Istanbul) ist ein türkisch-schweizerischer Komponist und Musikproduzent. Bekannt wurde er durch zwei von ihm komponierte Lieder, die beim 31. bzw. 33. Eurovision Song Contest für die Schweiz vorgetragen wurden. Er ist mit Daniela Simmons verheiratet.

## Leben
Şereftuğs Vater war Pauken- und Klarinettenspieler und arbeitete in verschiedenen Orchestern in Istanbul. Şereftuğ trat bereits mit vier Jahren in das Konservatorium ein, nachdem sein Vater sein Können erkannte. Laut eigenen Aussagen habe er das Notenlesen noch vor dem Lesen des Alphabets gelernt. Von 1955 bis 1965 studierte er am Istanbuler Konservatorium Klavier und von 1965 bis 1967 das Dirigieren und Arrangieren. Mit zwölf Jahren spielte er in der Band von Tülay German, danach schloss er sich der Band von Süheyl Denizci an. 1969 bis 1972 war er Teil der Band von Turhan Eteke, welche hauptsächlich in der Bundesrepublik Deutschland und in der Schweiz auftrat. Dort spielte er die Hammondorgel. Danach war er Mitglied des Istanbul Gelişim Orkestrası unter der Leitung von Selçuk Başar.
Nach dieser Zeit kehrte er in die Schweiz zurück, wo er seine damalige Freundin heiratete und an der Swiss Jazz School Klavier und Arrangieren studierte. 1978 schloss er sich der Band des Österreichers Roland Baker an, wobei er hauptsächlich Auftritte in Deutschland und insbesondere West-Berlin absolvierte, u. a. bei der CDU. Şereftuğ war für eine Vielzahl der Arrangements der Band verantwortlich.
1981 wurde Şereftuğ Keyboard-Spieler bei den Dorados. Dort arrangierte und komponierte er mehrere Titel der Band.
Nachdem er die Band 1985 verliess, konzentrierte er sich als freier Mitarbeiter auf das Schreiben von Radiojingles und Werbemusik und spielte gelegentlich auf Live-Auftritten verschiedener Bands.
Nach seinem Sieg beim Eurovision Song Contest fokussierte sich Şereftuğ auf den türkischen Markt und produzierte den Titel Sev dünyayı, welcher von einer Supergroup aus bekannten türkischen Sängern wie etwa Cem Karaca, Ajda Pekkan und İbrahim Tatlıses interpretiert wurde. Weiterhin schrieb und produzierte er Musik für Sibel Tüzün, Pekkan und Kayahan Açar.
Für seine zweite Frau Daniela Simmons, die er 1991 heiratete, beteiligte er sich an der Produktion ihrer Alben. Gemeinsam haben sie einen Sohn, welcher 1992 geboren wurde.

## Eurovision Song Contest
1986 vertrat beim 31. Eurovision Song Contest in Bergen (Norwegen) Daniela Simmons die Schweiz mit dem Lied Pas pour moi aus der Feder von Atilla Şereftuğ. Der Text stammte von Nella Martinetti. Das Lied erreichte den zweiten Platz.
Zwei Jahre später trat die Kanadierin Céline Dion mit dem Lied Ne partez pas sans moi für die Schweiz beim 33. Eurovision Song Contest in Dublin an und gewann mit einem Punkt Vorsprung auf das Vereinigte Königreich. Das Lied war wieder eine Koproduktion des Komponisten Atilla Şereftuğ und der Texterin Nella Martinetti.

## Produktionen (Auswahl)
Musikalben:
- 1998: Daniela Simmons, Un’altra donna[2]
- 2003: Géraldine Olivier, Rosen der Liebe[2]
- 2004: Daniela Simmons, Daniela Simmons[2]